# Черников, Валентин Михайлович
Валентин Михайлович Черников (1 апреля 1937, Ереван – 5 января 2002, Нижний Новгород) — советский фехтовальщик, чемпион мира (1961), призёр Олимпийских игр (1960) в командных соревнованиях по фехтованию на шпагах. Мастер спорта СССР (1958). Награждён медалью «За трудовое отличие» (1960).

## Биография
Валентин Черников родился 1 апреля 1937 года в Ереване. Начал заниматься фехтованием в 1953 году под руководством Генриха Арутюняна. В качестве своей специализации выбрал фехтование на шпагах. В 1958 году становился чемпионом мира среди юниоров и победителем первого розыгрыша Кубка СССР в личном зачёте. С 1956 по 1963 годы входил в национальную сборную СССР. В её составе становился призёром Олимпийских игр в Риме и чемпионом мира в командных соревнованиях. В 1964 году завершил свою спортивную карьеру. 
В дальнейшем на протяжении многих лет занимался тренерской деятельностью в спортивном обществе «Спартак» и Школе юных пятиборцев в Ереване. Участвовал в подготовке двукратного чемпиона мира и призёра Олимпийских игр Ашота Карагяна и чемпиона СССР Армена Навасардяна.
В 1994 году переехал в Нижний Новгород, где провёл последние годы жизни.
Умер 5 января 2002 года.

## Награды
- Медаль «За трудовое отличие» (16.09.1960) — за успешные выступления в XVII летних и VIII зимних Олимпийских играх 1960 года, а также за выдающиеся спортивные достижения[3]

## Комментарии
1. ↑  В некоторых источниках в качестве места рождения В. Черникова ошибочно указан город Кировакан (ныне Ванадзор)
2. ↑  В некоторых источниках в качестве даты смерти ошибочно указан 2001 год